# Fregaty żaglowe typu Banterer
Fregaty żaglowe typu Banterer – typ fregat żaglowych VI rangi o 22 działach zaprojektowany w 1805 roku przez Williama Rule'a, używany przez Royal Navy podczas wojen napoleońskich. Pierwsze 4 zostały wodowane w 1806 roku, pozostałe dwa w 1807. Jeden z okrętów tego typu – „Banterer” – utracono na morzu w 1808 roku, drugi – „Cyane” – zdobyli Amerykanie w 1815 roku. Pozostała czwórka została rozebrana w 1816 roku.

## Okręty
- HMS „Crocodile”
  - budowniczy: Simon Temple, South Shields
  - zamówiony: 30 stycznia 1805
  - położenie stępki: czerwiec 1805
  - wodowany: 19 kwietnia 1806
  - gotowy do służby: 10 sierpnia 1806 w Chatham Dockyard(inne języki)
  - los: rozebrany w Portsmouth w październiku 1816
- HMS „Daphne”
  - budowniczy: Robert Davy, Topsham
  - zamówiony: 30 stycznia 1805
  - położenie stępki: lipiec 1805
  - wodowany: 2 lipca 1806
  - gotowy do służby: 4 października 1806 w Plymouth Dockyard
  - los: sprzedany do rozebrania w Deptford w lutym 1816
- HMS „Cossack”
  - budowniczy: Simon Temple, South Shields
  - zamówiony: 30 stycznia 1805
  - położenie stępki: lipiec 1805
  - wodowany: 24 grudnia 1806
  - gotowy do służby: 2 lipca 1807 w Chatham Dockyard
  - los: rozebrany w Portsmouth w czerwcu 1816
- HMS „Cyane”
  - budowniczy: John Bass, Topsham
  - zamówiony: 30 stycznia 1805
  - położenie stępki: sierpień 1805
  - wodowany: 14 października 1806
  - gotowy do służby: 13 lipca 1807 w Plymouth Dockyard
  - los: zdobyty przez USS „Constitution” u brzegu Madery 20 lutego 1815
- HMS „Banterer”
  - budowniczy: Simon Temple, South Shields
  - zamówiony: 30 stycznia 1805
  - położenie stępki: sierpień 1805
  - wodowany: 24 lutego 1807
  - gotowy do służby: 12 lipca 1807 w Chatham Dockyard
  - los: rozbity na rzece Świętego Wawrzyńca w październiku 1808
- HMS „Porcupine”
  - budowniczy: Thomas Owen, Topsham
  - zamówiony: 30 stycznia 1805
  - położenie stępki: wrzesień 1805
  - wodowany: 26 stycznia 1807
  - gotowy do służby: 22 czerwca 1807 w Plymouth Dockyard
  - los: sprzedany do rozebrania w Portsmouth w kwietniu 1816